# Guldbaggegalan 1967
Den fjärde Guldbaggegalan, som belönade svenska filmer från 1966 och 1967, hölls den 9 oktober 1967.

## Vinnare
| Högsta kvalitetspoäng      | Bästa regi                         |
| -------------------------- | ---------------------------------- |
| - Persona (2,8)            | - Jan Troell – Här har du ditt liv |
| Bästa skådespelerska       | Bästa skådespelare                 |
| - Bibi Andersson – Persona | - Per Oscarsson – Svält            |
| Juryns specialbagge        |                                    |
| - Krister Wickman          |                                    |